# Les bandades
Les bandades (títol original en francès: Les meutes) és una pel·lícula de drama criminal marroquina de 2023 escrita i dirigida per Kamal Lazraq. Transcorreguda durant una nit a Casablanca, segueix en Hassan i l'Issam, un pare i fill empobrits, mentre intenten desfer-se d'un cos després d'un segrest fallit. La pel·lícula explora temes de supervivència, conflictes familiars i dilemes morals amb el teló de fons del Marroc urbà. S'ha subtitulat al català.
La pel·lícula compta amb actors no professionals, amb Abdellatif Masstouri com a Hassan i Ayoub Elaïd com a Issam, escollits per la seva autèntica interpretació de personatges que reflecteixen l'entorn del submon urbà. La producció va tenir lloc a Casablanca, utilitzant diàlegs improvisats i un enfocament d'estil documental.
Les bandades es va estrenar al Festival de Canes de 2023, a la secció Un certain regard, on va rebre el Premi del Jurat. Els crítics van elogiar la pel·lícula per la seva narració atmosfèrica i les seves actuacions autèntiques, tot i que alguns van assenyalar problemes en la coherència i el ritme narratiu. Més enllà dels reconeixements a Canes, va obtenir nominacions i premis a festivals internacionals de cinema com el Festival Internacional de Cinema d'Estocolm i el Festival Internacional de Cinema de Brussel·les.